# Bobergs tingslag
Bobergs tingslag var ett tingslag i Östergötlands län och från 1850 i Aska, Dals och Bobergs domsaga. Det bildades 1680 och upplöstes 1 september 1907 då dess verksamhet överfördes till Aska, Dals och Bobergs domsagas tingslag

## Ingående områden
Tingslaget omfattade Bobergs härad.